# Celadonia gounellei
Celadonia gounellei is een keversoort uit de familie Callirhipidae. De wetenschappelijke naam van de soort werd in 1916 als Callirhipis gounellei gepubliceerd door Maurice Pic.